# Río Loncomilla
El río Loncomilla es un río tributario del río Maule, en la Provincia de Linares, Región del Maule de Chile. Se forma por la confluencia de los ríos Perquilauquén y Longaví. 

## Trayecto
Corre paralelamente al flanco oriental de la cordillera de la Costa. Tiene un cauce ancho y de baja pendiente, recorriendo 36 km hacia el norte, pudiendo ser navegado por lanchas planas o de escaso calado. Por su ribera oriental recibe al menos dos ríos importantes: el río Achibueno y el río Putagán, además de otros cursos de agua menores. Por su ribera occidental sólo recibe como afluentes a dos esteros menores. Al final de su pausado recorrido, el Loncomilla se une al Maule por el sur, en las cercanías de la ciudad de San Javier.

## Caudal y régimen
El Loncomilla constituye el más importante afluente del Maule y drena una amplia cuenca hidrográfica. El caudal de sus aguas se incrementa mayormente durante la época de lluvias (invierno del Hemisferio Sur). 

Curvas de variación estacional
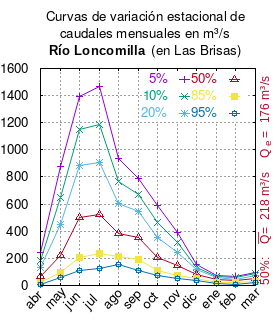
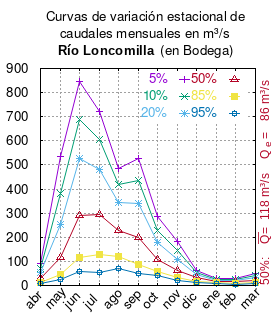

El caudal del río (en un lugar fijo) varía en el tiempo, por lo que existen varias formas de representarlo. Una de ellas son las curvas de variación estacional que, tras largos periodos de mediciones, predicen estadísticamente el caudal mínimo que lleva el río con una probabilidad dada, llamada probabilidad de excedencia. La curva de color rojo ocre (con {\displaystyle {\color {Red}\vartriangle }}) muestra los caudales mensuales con probabilidad de excedencia de un 50%. Esto quiere decir que ese mes se han medido igual cantidad de caudales mayores que caudales menores a esa cantidad. Eso es la mediana (estadística), que se denota Qe, de la serie de caudales de ese mes. La media (estadística) es el promedio matemático de los caudales de ese mes y se denota {\displaystyle {\overline {Q}}}. 
Una vez calculados para cada mes, ambos valores son calculados para todo el año y pueden ser leídos en la columna vertical al lado derecho del diagrama. El significado de la probabilidad de excedencia del 5% es que, estadísticamente, el caudal es mayor solo una vez cada 20 años, el de 10% una vez cada 10 años, el de 20% una vez cada 5 años, el de 85% quince veces cada 16 años y la de 95% diecisiete veces cada 18 años. Dicho de otra forma, el 5% es el caudal de años extremadamente lluviosos, el 95% es el caudal de años extremadamente secos. De la estación de las crecidas puede deducirse si el caudal depende de las lluvias (mayo-julio) o del derretimiento de las nieves (septiembre-enero).

## Historia
Su nombre en mapudungun significa cabeza de oro.[cita requerida]
Francisco Astaburuaga  escribió en 1899 en su obra póstuma Diccionario Geográfico de la República de Chile sobre el río:
Loncomilla (Río).-—Llámase así la caudalosa corriente de agua que se forma de la confluencia de los ríos Perquilauquén y Longaví por los 35º 50' Lat. y 71° 51' Lon. junto al paraje de la Bodega del departamento de Linares. Lleva su curso de aquí hacia el N. por la parte occidental de la provincia, llamada igualmente de Linares, hasta unirse con el río Maule por los 35° 32' Lat. y 71° 50' Lon. á seis kilómetros hacia el N. de la ciudad de San Javier y al cabo de unos 35 de carrera casi recta y panda. No es de notable ancho su cauce, pero tiene bastante general hondura para su navegación por lanchas ó barcas. Sus riberas ofrecen fértiles terrenos cultivables, en especial la derecha, que es más plana y abierta, y por la que recibe el mayor número de sus afluentes, que son, de arriba abajo, el Achihuenu, el Batuco, el Putagán, el Guaraculén, el Trapiche, el Choca, el de Reyes, el Chanquicó y el Ranquilcó; no entrando en su margen izquierda, orillada por medianas alturas de escaso arbolado, otra notable corriente de agua continua que el riachuelo del Carrizal.

Durante la Fiebre del oro en California prosperó en la región la exportación de trigo. El trigo era faenado en múltiples molinos de la región y llevado en lanchas por el en aquel entonces navegable Loncomilla hasta Constitución donde era embarcado a Estados Unidos.